# 荒木芳邦
荒木 芳邦（あらき よしくに、1921年 - 1997年）は、日本の造園家、作庭家。
活動拠点は大阪。関西を中心とする日本およびドイツに多くの日本庭園、公共造園や公園作品を残した。

## 経歴
- 大阪府池田市出身。実家は園芸農家。
- 1940年 - 大阪府立園芸学校（現大阪府立園芸高等学校）卒業。
- 1942年 - 東京高等造園学校 (現東京農業大学造園科学科）卒業。岩城造園にて修行。
- 1947年 - 荒木造園設計事務所（ランドスケープコンサルタント）設立。
- 1955年 - 荒木造園株式会社（造園業）を別に設立、代表取締役に就任。
- 1964年 - 荒木造園設計事務所を株式会社に変更、代表取締役に就任。
- 1991年 - 荒木造園設計事務所と荒木造園とを合併し、株式会社荒木造園設計に名称変更し、代表取締役に就任。
- 1982年 - 財団法人日本造園修景協会の監査に就任。
- 1982年 - 財団法人日本庭園協会の理事に就任。
- 1988年 - 社団法人日本造園コンサルタント協会の顧問に就任。

## 表彰等
- 1969年 - 東京農業大学造園大賞
- 1969年 - 日本造園学会賞 計画設計部門（大阪ロイヤルホテル造園計画他一連の造園設計）
- 1978年 - ドイツ・ハンブルク市ウォリングパーク造園国際設計コンペティション1位入賞
- 1985年 - 建設大臣表彰
- 1992年 - 外務大臣表彰、勲五等瑞宝章
- 1993年 - 第15回日本公園緑地協会北村賞
- 1995年 - 日本公園緑地協会佐藤国際交流賞
- 1997年 - 第15回日本造園学会上原敬二賞

## 作品業績
（日本でのもの）

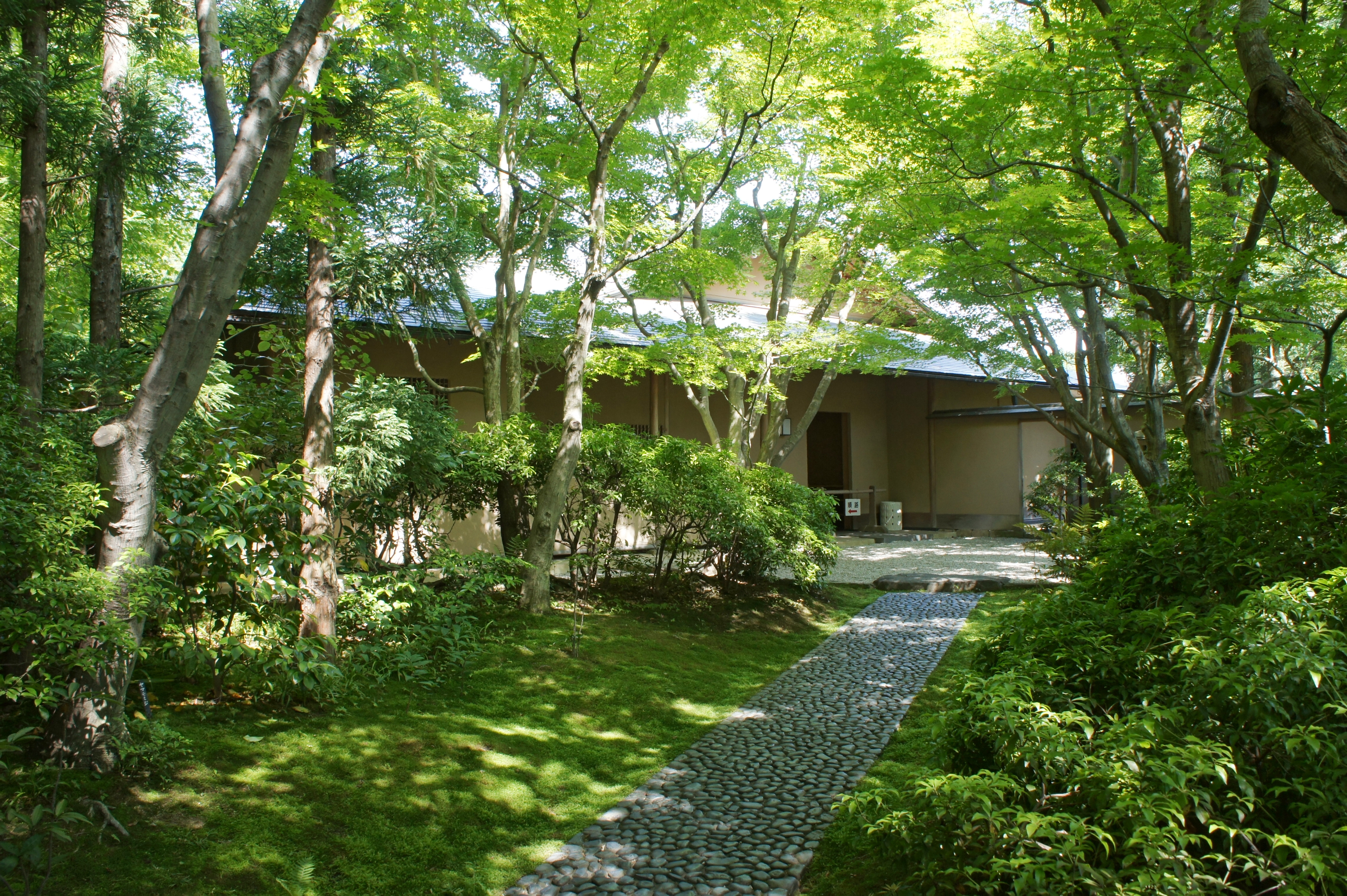
西宮市迎賓館北山山荘庭園

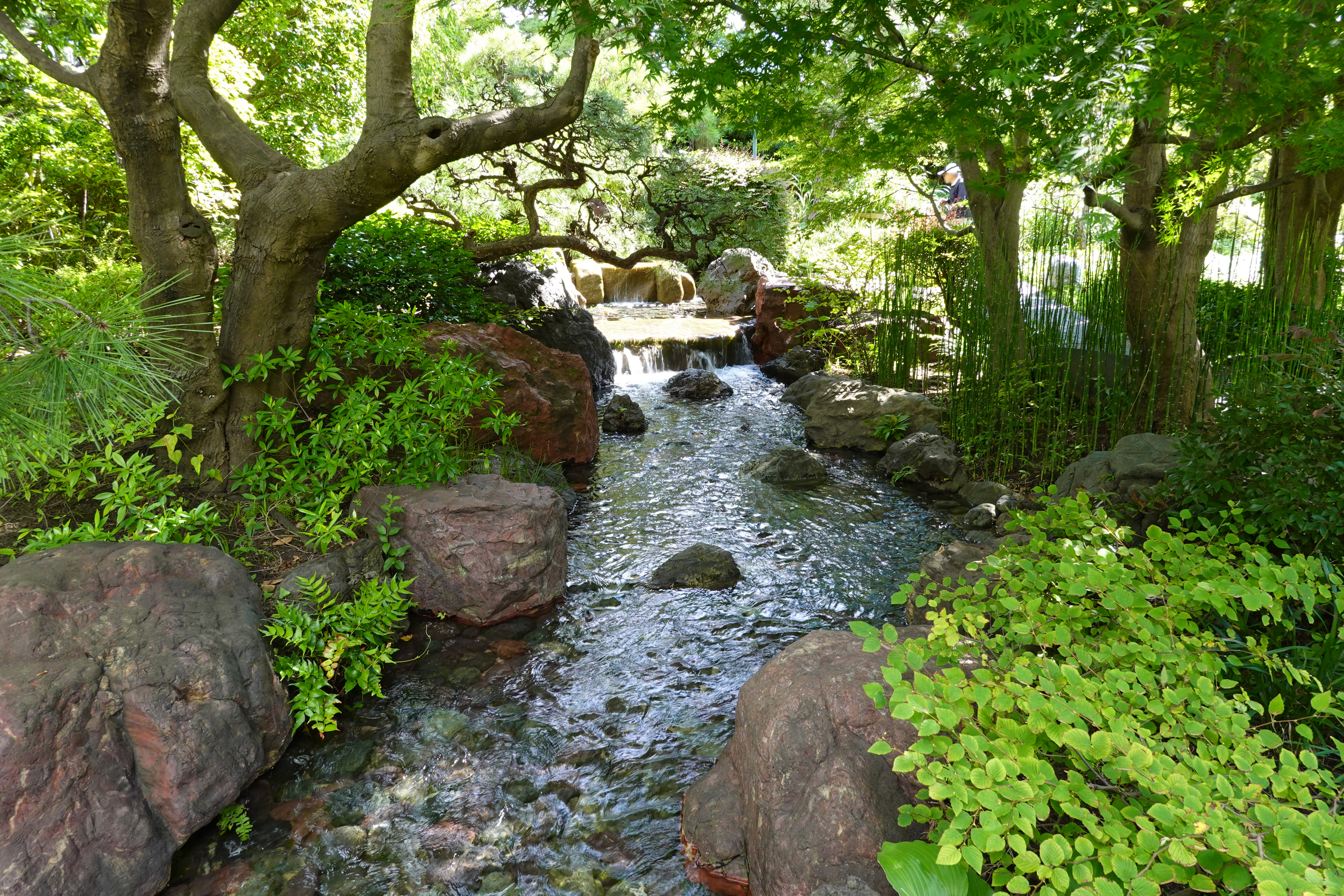
西宮市大谷記念美術館庭園

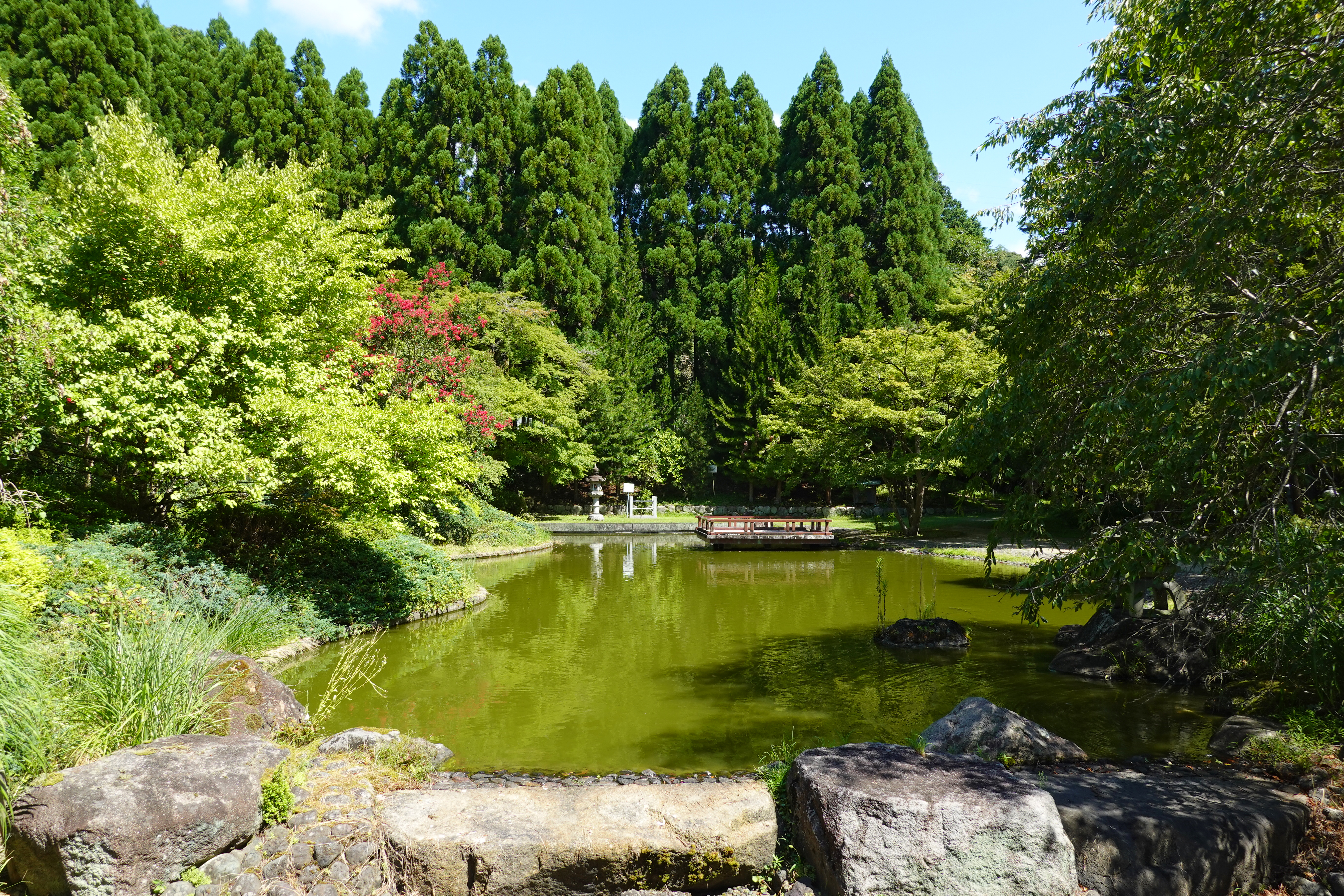
久安寺庭園「虚空園」

- 東福寺方丈八相庭（京都、重森三玲と　1939年）
- 将校会館庭園（満州）
- タカラビール工場外空間及び迎賓館庭園設計(基本計画は近藤公夫、京都、1960年-1963年）
- 広島県庁庁舎庭園（1954年）
- 大和文華館庭園（1960年）
- リーガロイヤルホテル大阪西館滝の庭園(大阪、1965年）
- 日本万国博覧会松下館庭園（1970年）
- 三井物産本社ビル庭園(東京、1972年)
- 東遊園地間歇泉（神戸市）
- 池袋副都心再開発・サンシャイン60緑地(東京、1978年）
- 池袋副都心再開発・東池袋中央公園(東京、1978年）
- 神戸・アメリカ領事館庭園
- 勝尾寺(大阪府箕面市、1979年)
- ポートアイランド南公園（1980年）
- 三井海上火災本社ピル庭園(東京都千代田区、1984年、旧東京海上火災保険本社外空間）
- 関川邸庭園（大阪府吹田市）
- 後藤邸庭園（大阪府吹田市）
- おのころアイランド（兵庫県淡路市、1984年）
- 西宮市迎賓館北山山荘庭園(西宮市、北山緑化植物園内、1986年)
- 新宿NSビル外空間(東京）
- 西部埋立第五公園内日本庭園（広島）
- 花と緑の博覧会政府苑・迎賓館、メイン展示館「光の館」、池田市および宝塚市出展の各日本庭園(大阪、1989年)
- 西宮市大谷記念美術館庭園(西宮市、1990年)
- EXPO'90政府苑迎賓館及び外国展示館庭園（1990年）
- 久安寺庭園「虚空園」 （大阪府池田市）
- 小原流記念事業庭園改修(神戸市、1993年)
- リーガロイヤルホテル庭園改修(大阪、1995年)
- 今里邸庭園（東京都渋谷区）
- 上野東邸庭園（大阪府豊中市）
- 松波邸庭園（大阪市旭区）
- 徳野邸庭園（大阪市天王寺区）

（日本国外の日本庭園）

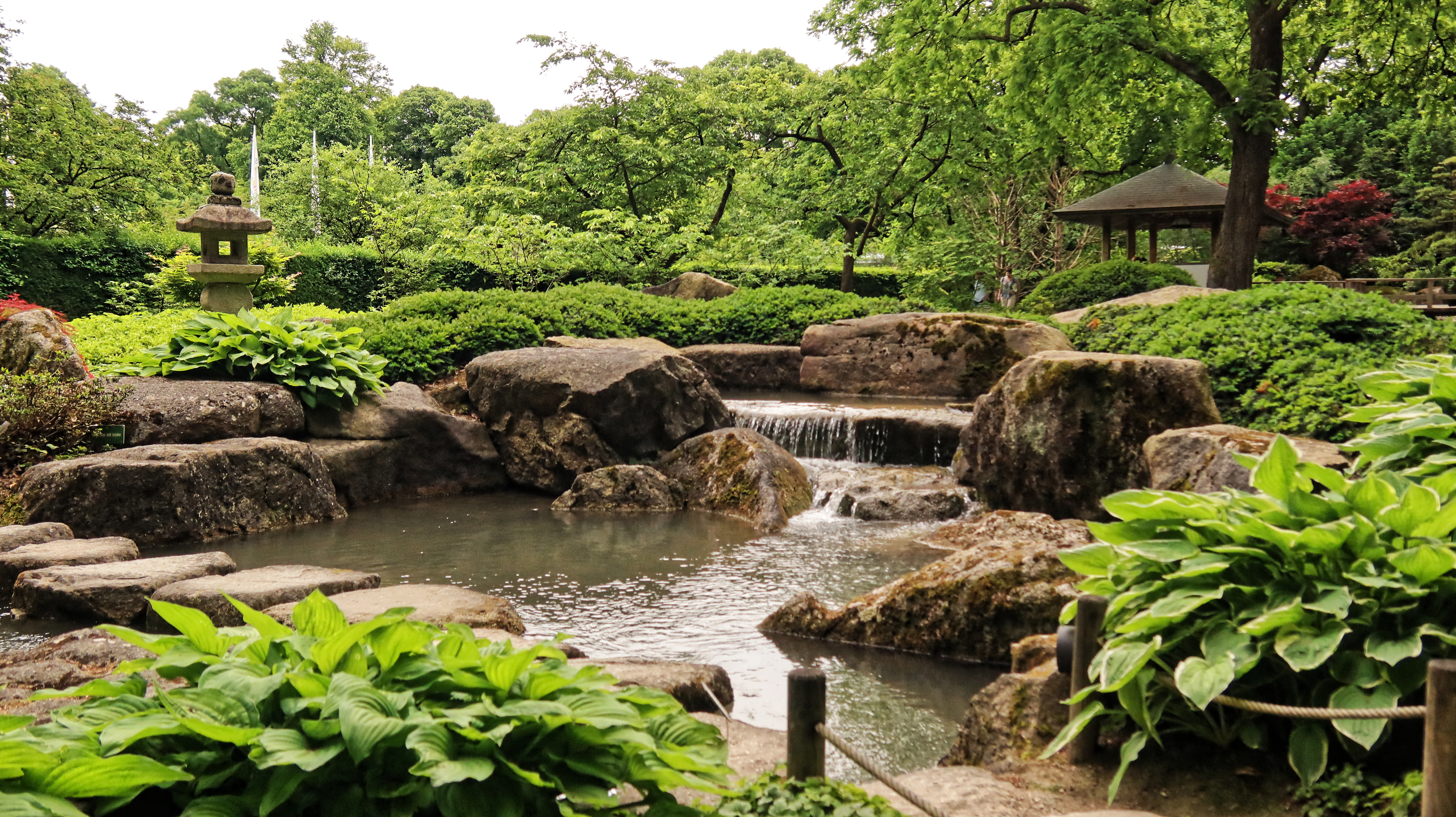
アウクスブルク市 日本庭園

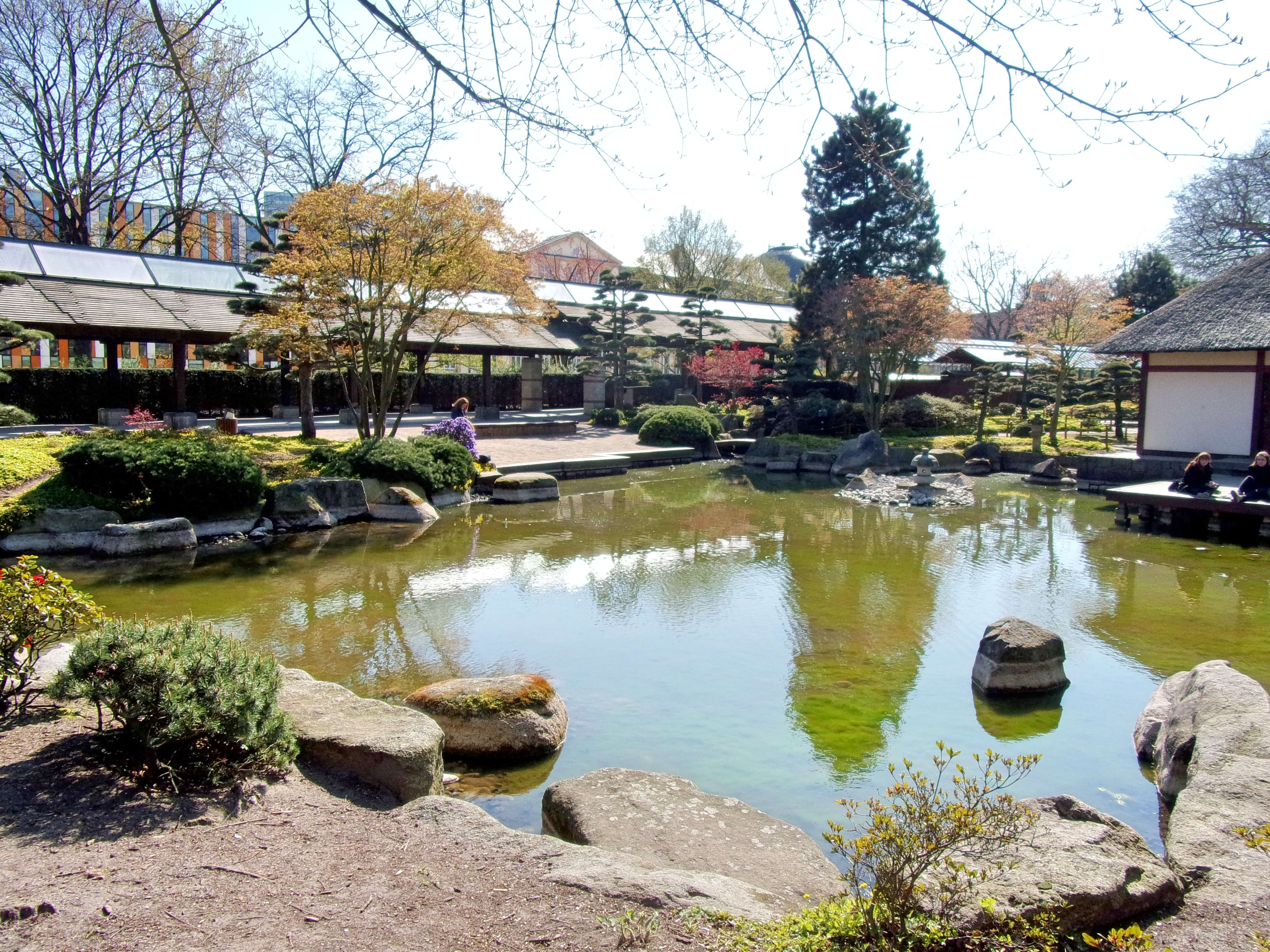
ブローメン植物公園

- 在タイ日本国大使館（タイ・バンコク、1967年）
- 韓国国立公園調査・農村公園構想（1970年）
- 韓国日本大使館日本庭園（韓国ソウル、1971年）
- 在韓 日本大使公邸庭園(韓国ソウル、1972年)
- 米国日本大使館日本庭園（アメリカ合衆国ワシントンDC、吉田五十八が建築、1974年）
- 在米日本国大使公邸庭園(アメリカ合衆国ワシントンDC、1976年)
- 滝の庭 （アメリカ合衆国ワシントン州シアトル、1977年-1978年）
- ハンブルク大学植物園 日本庭園(ドイツ・ハンブルク、1978年-1980年)
- アウクスブルク市 日本庭園(ドイツ、長浜市と尼崎市が贈呈、1984年)
- ブローメン植物公園（ハンブルク中央公園ウォーリングパルクブランテン・ウン・プローメン再生計画、国際コンペ1位、1985年）
- ユーロフローラ86日本出展屋内展示(イタリア、1986年)
- ハンブルク市国立植物園内ヤパニッシャーガルテン(ドイツ、1988年)
- キューバ国立植物園内日本庭園（キューバ・ハバナ、1989年）
- ハンブルク市ブランテン・ウン・プローメン日本庭園(ドイツ、1991年)
- ニューオリンズ都市公園内日本庭園基本計画(アメリカ、1994年)
- ミュンヘン再保険会社中庭及びメインホール(ドイツ、1995年)

## 作風
作品は共通して大胆で直截的な景色作りが行われている。公園等、公共の空間で機能性を有しながら大胆な仕掛けを施すことで知られ、滝をダイナミックな階段状にする、自然風景式園に正円の園地を突如挿入する、外来種を積極的に用いたカラフルでボタニナルな植栽の庭園を構築など、従来の日本庭園作品にはみられない試みを実施。日本造園学会賞の大阪ロイヤルホテルでは、プラスティック製の擬木/擬石での庭づくりを行った。
東京における業務空間のデザインは、本人の持つ力量に対して、意外とおとなしい意匠でまとめている印象があるという。